# Kim Larsen
Kim Mellius Flyvholm Larsen (ur. 23 października 1945 w Kopenhadze, zm. 30 września 2018) – duński muzyk rockowy i popowy. W ciągu całej kariery sprzedał ponad 2,5 miliona albumów. Karierę rozpoczął jako autor tekstów muzycznych oraz gitarzysta. Muzyk był ogromnie zainspirowany kunsztem muzycznym The Beatles oraz stylem rock and rolla. W 1969 roku poznał Franza Beckerlee i Wili’ego Jønssona. W trójkę założyli zespół o nazwie Gasolin, do którego później dołączył perkusista Søren Berlev. Gasolin stał się jednym z najbardziej popularnych duńskich zespołów rockowych. Zespół był aktywny do 1978 roku.

## Gasolin' (1969–1978)
- Kim Larsen – wokal i gitara
- Franz Beckerlee – gitara
- Wili Jønsson – bas
- Bjørn Uglebjerg (1969–1971) oraz Søren Berlev (1971–1978) – perkusja
- Klaus Agerschou (koncerty) – keyboard

W 1973 roku wydał swój debiutancki album solowy Værsgo, który okazał się dużym sukcesem i przełomem w karierze Larsena. Cztery lata później powstał kolejny album Kim Larsen & Yankee Drengene – w języku angielskim nagrany w Stanach Zjednoczonych.
W 1979 roku Larsen wziął udział w duńskim etapie Konkursu Piosenki Eurowizji z piosenką Ud i det blå. Zajął trzecie miejsce spośród 17 uczestników.
Mimo licznych sukcesów w kraju Larsen marzył o zrobieniu kariery w USA. Z tego względu w 1980 roku zdecydował się na wyjazd do Nowego Yorku, założył tam kolejny zespół Kim Larsen i Jungle Dreams, dzięki któremu powstały dwa albumy Jungle Dreams w 1981 roku i Sitting on a Time Bomb w 1982 roku. Po nieudanej próbie przebicia się w Stanach Kim Larsen wrócił do Danii i podpisał kontrakt z Medley. Co wiązało się z wzięciem udziału nad produkcją filmu pt. Mid-Night (1984). Duńczyk był nie tylko współautorem scenariusza i aktorem (odegrał jedną z głównych ról) ale także skomponował muzykę. Album z piosenkami z produkcji został wydany rok wcześniej, a do października 2015 r. sprzedano go w ponad 600 000 egzemplarzach, co czyni go najlepiej sprzedającym się duńskim albumem w historii.

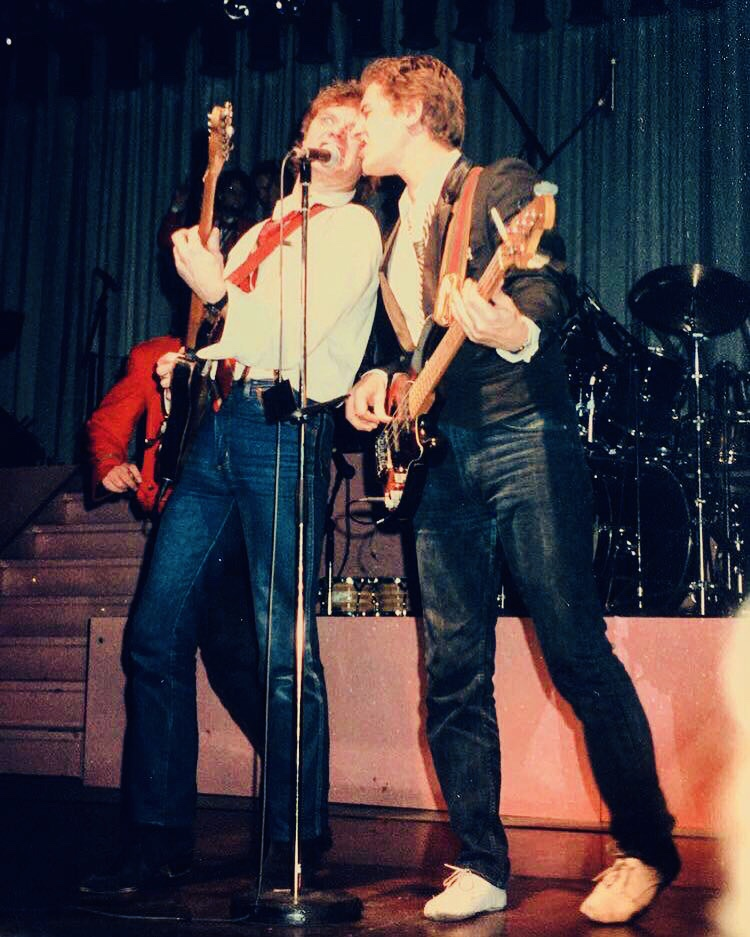
Henning Pold i Kim Larsen

W 1983 roku, czyli już po powrocie do Danii Larsen założył grupę Kim Larsen & Bellami. Do 1992 roku wydali aż 4 albumy.
Po rozpadzie zespołu Duńczyk nagrał solowy album Who Can Say No To An Angel. W połowie lat 90. założył zespół Kim Larsen & Kjukken  w Odense. Repertuar nowego zespołu ukierunkowany był na muzykę pop i nie został dobrze odebrany przez publiczność. Jednak dzięki albumowi Sange Fra Glemmebogen z 2001 roku Larsen odzyskał popularność, a zespół działał przez okres 20 lat, aż do śmierci Kima Larsena.
Kim Larsen zmarł na raka prostaty w swoim domu w Odense 30 września 2018 r. Tydzień po jego śmierci w Kopenhadze odbył się wielki koncert pamiątkowy z udziałem około 35 000 osób, a znani duńscy muzycy, tacy jak Magtens Korridorer, Love Shop, The Minds of 99 i Tim Christensen, wykonali autorskie utwory Larsena.

## Zespoły

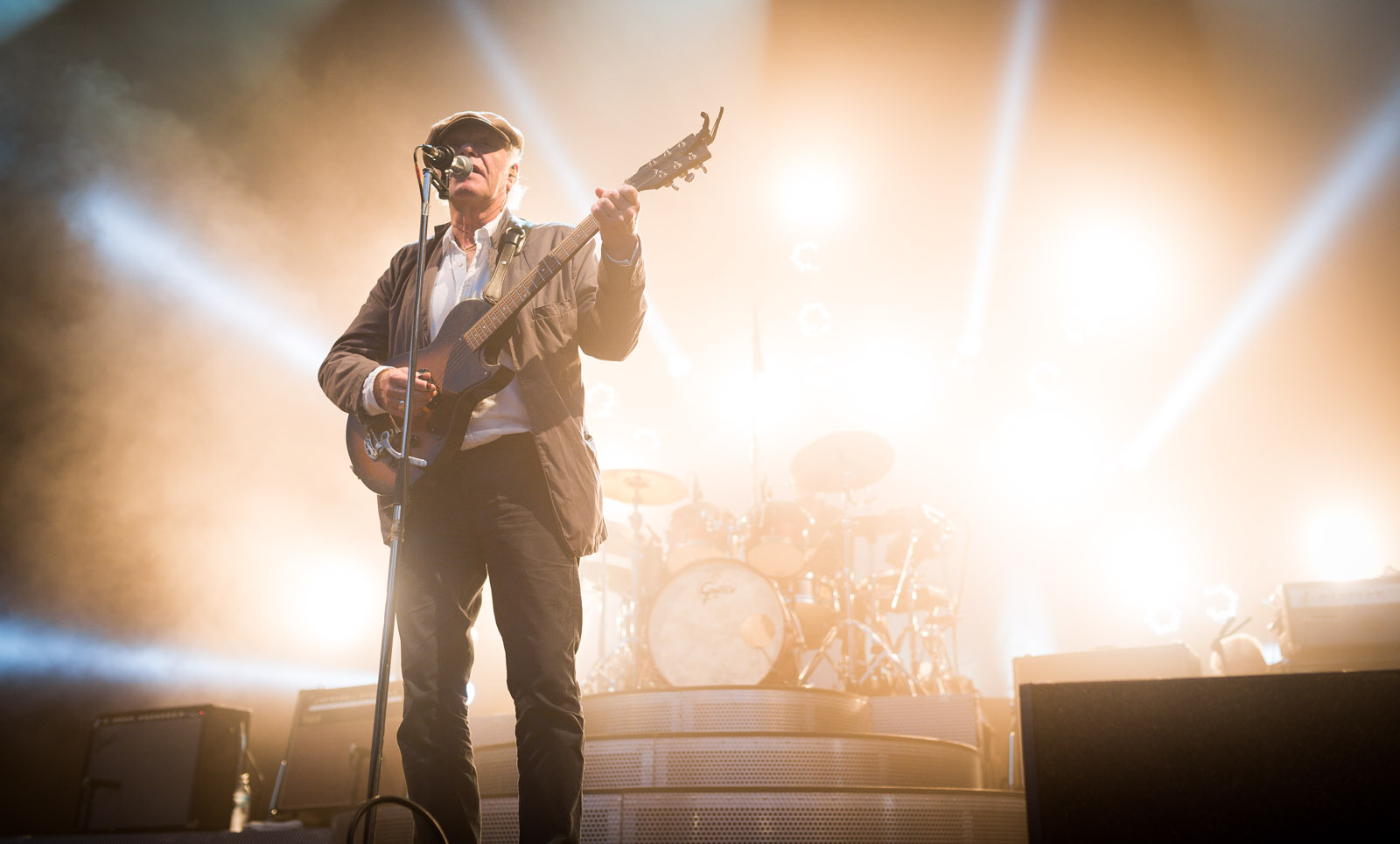
Koncert Larsena. Odderøya, rok 2013.

### Kim Larsen & Jungledreams (1980–1983)
- Kim Larsen – gitara oraz wokal
- Rick Blakemore – gitara
- Joe Delia – keyboard
- Abe Speller – perkusja
- Dennis Espantman – bas

### Kim Larsen & Bellami (1983–1992)
1983–1984:
- Kim Larsen – gitara i wokal
- Henning Pold – bas
- Phil Barrett – keyboard i gitara
- Soren Wolff – gitara
- Jan Lysdahl – perkusja

1986–1992:
- Kim Larsen – gitara i wokal
- Henning Pold – bas
- Hans Fagt oraz Jan Lysdahl – perkusja
- Mikkel Håkonsson oraz Peter Ingemann – keyboard
- Thomas Grue and Per Rasmussen – gitara

### Kim Larsen & Bell*Star (1993–1994)
- Kim Larsen – gitara i wokal
- Hubba – perkusja
- Henning Pold – bas
- Mikkel Håkonsson – keyboard

### Kim Larsen & Kjukken (1995–2018)
- Kim Larsen –  gitara i wokal
- Bo Gryholt – bas (1995–2002) oraz Jesper Haugaard – bas (2002–2018)
- Karsten Skovgaard – gitara
- Jesper Rosenqvist – perkusja (1994-2014) oraz Jens Langhorn (2015-2018)